# Blankenberg (Laren)
De Blankenberg is een boerderij in het Nederlandse dorp Laren, provincie Gelderland. De boerderij is sinds 2010 ingeschreven in het rijksmonumentenregister en maakt deel uit van de buitenplaats Verwolde. De Blankenberg is vernoemd naar Huis Blankenborg, een kasteel dat naast de boerderij lag maar reeds in de eerste helft van de 17e eeuw werd verwoest.
De Blankenberg is een hallenhuisboerderij, afgedekt door een rieten wolfsdak. Aan de achterzijde bevindt zich een baander. De oudste delen van de boerderij dateren uit de 18e eeuw. De huidige voorgevel dateert uit 1885.
Oorspronkelijk stond er naast de boerderij een herenhuis, het Schultzhuis. De ouderdom hiervan is onbekend; mogelijk is het kort na de verwoesting van het kasteel gebouwd. In ieder geval is het tussen 1880 en 1888 afgebroken.
Het boerderijcomplex bevat verder nog een schuur en een bakhuis.